# FXX (Canadá)
FXX es un canal de televisión por suscripción canadiense especializada de la categoría B que es propiedad de Rogers Media, una división de Rogers Communications. Basado en la cadena estadounidense de cable del mismo nombre, FXX se dedica principalmente a las comedias de secuencias de comandos para los adultos jóvenes. El canal fue lanzado el 1 de abril de 2014.

## Historia
Se informó de que Rogers tenía planes de lanzar una versión canadiense del FXX, que actuaría de un servicio hermano de FX. Originalmente programado para enero de 2014, el lanzamiento de FXX fue luego lo reprogramó para abril de 2014. Como parte del lanzamiento, varios espectáculos que previamente se emitió en FX Canadá pero se trasladaron a FXX. Además, una versión canadiense de la aplicación FXNOW, que permite a los espectadores ver programas de FX y FXX, se puso en marcha. En el día de su lanzamiento, el sitio web de FX Canadá fue completamente renovado para incluir información sobre el programa de ambos canales para la marca FX.
Se puso de manifiesto a través de los documentos normativos CRTC que la licencia de transmisión utilizado para lanzar FXX era la licencia concedida inicialmente para un canal propuesto llamado Ampersand. Esta licencia obliga programación del canal que se relaciona con "el romance, el amor y las relaciones".

## Programación
Al igual que con FX Canadá, cualquier nueva serie producida por su homólogo estadounidense saldrá al aire en FXX. FXX también transmite varios programas originales que se estrenaron en la versión estadounidense de FX (a saber "Fargo", "Married" y "You're the Worst").

### Actuales
- Brand X with Russell Brand
- Fargo
- It's Always Sunny in Philadelphia
- The League
- Man Seeking Woman
- Married
- Wilfred
- You're the Worst
- 30 Rock
- Eastbound & Down
- Murdoch Mysteries
- The Office
- Package Deal
- Seed

### Anteriores
- Da Ali G Show
- Chozen
- Da Vinci's Inquest
- Legit
- Totally Biased with W. Kamau Bell
- Two and a Half Men